# Tomoaki Ōgami
Tomoaki Ōgami (jap. 大神 友明, Ōgami Tomoaki; * 7. Juni 1970 in der Präfektur Hiroshima) ist ein ehemaliger japanischer Fußballspieler.

## Karriere
Ōgami erlernte das Fußballspielen in der Schulmannschaft der Hiroshima Kokutaiji High School und der Universitätsmannschaft der Universität Tsukuba. Seinen ersten Vertrag unterschrieb er 1993 bei Yamaha Motors. Der Verein spielte in der zweithöchsten Liga des Landes, der Japan Football League. 200 wurde er mit dem Verein Vizemeister der Japan Football League und stieg in die J1 League auf. Mit dem Verein wurde er 1997 und 1999 japanischer Meister. 1998 gewann er mit dem Verein den J.League Cup. Für den Verein absolvierte er 110 Erstligaspiele. 2002 wechselte er zum Zweitligisten Avispa Fukuoka. Für den Verein absolvierte er 38 Spiele. Ende 2004 beendete er seine Karriere als Fußballspieler.

## Erfolge
Júbilo Iwata
- J1 League

Meister: 1997, 1999
Vizemeister: 1998, 2001
- J.League Cup

Sieger: 1998
Finalist: 1994, 1997, 2001